# Amphiascus lobatus
Amphiascus lobatus är en kräftdjursart som beskrevs av Gilbert Henry Hicks 1971. Amphiascus lobatus ingår i släktet Amphiascus och familjen Diosaccidae. Inga underarter finns listade i Catalogue of Life.